# فينتورا ألفارادو
فينتورا ألفارادو (بالإنجليزية: Ventura Alvarado)‏ (29 أغسطس 1992 الولايات المتحدة - ) هو لاعب كرة قدم أمريكي، يلعب كمدافع.

## وصلات خارجية
فينتورا ألفارادو على موقع الاتحاد الدولي (مؤرشف)  (الإنجليزية)
- فينتورا ألفارادو على موقع الدوري الأمريكي (الإنجليزية)
- فينتورا ألفارادو على موقع إي إس بي إن إف سي (الإنجليزية)
- فينتورا ألفارادو على موقع قاعدة بيانات كرة القدم.إي يو (الإنجليزية)
- فينتورا ألفارادو على موقع ناشيونال فوتبول تيمز (الإنجليزية)
- فينتورا ألفارادو على موقع Soccerway.com (الإنجليزية)
- فينتورا ألفارادو على موقع عالم كرة القدم.نت (الإنجليزية)
- فينتورا ألفارادو على موقع AS.com (الإسبانية)